# Кубок ярмарків 1967—1968
Десятий Кубок ярмарків відбувся між 1967 і 1968 роками й був виграний англійським «Лідс Юнайтед», який у фіналі переміг угорський «Ференцварош».

## Перший раунд
Матчі проходили від 30 серпня до 25 жовтня 1967 року.
| Команда 1                       | Заг. | Команда 2             | 1-й матч | 2-й матч |
| ------------------------------- | ---- | --------------------- | -------- | -------- |
| «Спора»                         | 0:16 | «Лідс Юнайтед»        | 0:9      | 0:7      |
| «Партизан»                      | 6:2  | «Локомотив» (Пловдив) | 5:1      | 1:1      |
| «Гіберніан»                     | 4:3  | «Порту»               | 3:0      | 1:3      |
| «Наполі»                        | 5:1  | «Ганновер 96»         | 4:0      | 1:1      |
| «Ніцца»                         | 0:5  | «Фіорентіна»          | 0:1      | 0:4      |
| «Брюгге»                        | 1:2  | «Спортінг» (Лісабон)  | 0:0      | 1:2      |
| «Кельн»                         | 4:2  | «Славія»              | 2:0      | 2:2      |
| «Динамо» (Дрезден)              | 2:3  | «Рейнджерс»           | 1:1      | 1:2      |
| «Цюрих»                         | 3:2  | «Барселона»           | 3:1      | 0:1      |
| «Айнтрахт» (Франкфурт-на-Майні) | 0:5  | «Ноттінгем Форест»    | 0:1      | 0:4      |
| «ПАОК»                          | 2:3  | «Льєж»                | 0:2      | 2:3      |
| «ДВС»                           | 2:4  | «Данді»               | 2:1      | 0:3      |
| «Болонья»                       | 2:0  | «Люн»                 | 2:0      | 0:0      |
| «Динамо» (Загреб)               | 5:2  | «Петролул»            | 5:0      | 0:2      |
| «Вінер Шпорт-Клуб»              | 3:7  | «Атлетіко» (Мадрид)   | 2:5      | 1:2      |
| «Антверпен»                     | 1:2  | «Гезтепе»             | 1:2      | 0:0      |
| «Локомотив» (Лейпциг)           | 5:2  | «Лінфілд»             | 5:1      | 0:1      |
| «Воєводина»                     | 4:1  | «Баррейру»            | 1:0      | 3:1      |
| «Фрем»                          | 2:4  | «Атлетік» (Більбао)   | 0:1      | 2:3      |
| «Сент-Патрікс Атлетік»          | 4:9  | «Бордо»               | 1:3      | 3:6      |
| «Мальме»                        | 1:4  | «Ліверпуль»           | 0:2      | 1:2      |
| «Серветт»                       | 2:6  | «Мюнхен 1860»         | 2:2      | 0:4      |
| «ДОС»                           | 4:5  | «Реал Сарагоса»       | 3:2      | 1:3      |
| «Арджеш»                        | 3:5  | «Ференцварош»         | 3:1      | 0:4      |

## Другий раунд
Матчі проходили від 25 жовтня до 13 грудня 1967 року.
| Команда 1            | Заг.    | Команда 2             | 1-й матч | 2-й матч |
| -------------------- | ------- | --------------------- | -------- | -------- |
| «Партизан»           | 2:3     | «Лідс Юнайтед»        | 1:2      | 1:1      |
| «Наполі»             | 4:6     | «Гіберніан»           | 4:1      | 0:5      |
| «Спортінг» (Лісабон) | 3:2     | «Фіорентіна»          | 2:1      | 1:1      |
| «Рейнджерс»          | 4:3     | «Кельн»               | 3:0      | 1:3 дч   |
| «Ноттінгем Форест»   | 2:2 (ч) | «Цюрих»               | 2:1      | 0:1      |
| «Данді»              | 7:2     | «Льєж»                | 3:1      | 4:1      |
| «Болонья»            | 2:1     | «Динамо» (Загреб)     | 0:0      | 2:1      |
| «Атлетіко» (Мадрид)  | 2:3     | «Гезтепе»             | 2:0      | 0:3      |
| «Воєводина»          | 2:0     | «Локомотив» (Лейпциг) | 0:0      | 2:0      |
| «Бордо»              | 1:4     | «Атлетік» (Більбао)   | 1:3      | 0:1      |
| «Ліверпуль»          | 9:2     | «Мюнхен 1860»         | 8:0      | 1:2      |
| «Реал Сарагоса»      | 2:4     | «Ференцварош»         | 2:1      | 0:3      |

## 1/8 фіналу
Матчі проходили від 28 листопада 1967 року до 13 березня 1968 року. «Рейнджерс», «Данді», «Болонья» та «Атлетік» (Більбао) пройшли до наступного раунду після жеребкування.
| Команда 1      | Заг. | Команда 2            | 1-й матч | 2-й матч |
| -------------- | ---- | -------------------- | -------- | -------- |
| «Лідс Юнайтед» | 2:1  | «Гіберніан»          | 1:0      | 1:1      |
| «Цюрих»        | 3:1  | «Спортінг» (Лісабон) | 3:0      | 0:1      |
| «Воєводина»    | 2:0  | «Гезтепе»            | 1:0      | 1:0      |
| «Ференцварош»  | 2:0  | «Ліверпуль»          | 1:0      | 1:0      |

## 1/4 фіналу
Матчі проходили від 13 березня до 9 квітня 1968 року.
| Команда 1     | Заг. | Команда 2           | 1-й матч | 2-й матч |
| ------------- | ---- | ------------------- | -------- | -------- |
| «Ференцварош» | 4:2  | «Атлетік» (Більбао) | ESP      | 2:1      |
| «Данді»       | 2:0  | «Цюрих»             | 1:0      | 1:0      |
| «Рейнджерс»   | 0:2  | «Лідс Юнайтед»      | 0:0      | 0:2      |
| «Болонья»     | 2:0  | «Воєводина»         | 0:0      | 2:0      |

## 1/2 фіналу
Матчі проходили від 1 до 27 травня 1968 року.
| Команда 1     | Заг. | Команда 2      | 1-й матч | 2-й матч |
| ------------- | ---- | -------------- | -------- | -------- |
| «Ференцварош» | 5:4  | «Болонья»      | 3:2      | 2:2      |
| «Данді»       | 1:2  | «Лідс Юнайтед» | 1:1      | 0:1      |

## Фінал

### Перший матч
| 7 серпня 1968 |

| «Лідс Юнайтед» | 1:0      | «Ференцварош» |
| -------------- | -------- | ------------- |
| Джонс 41'      | Протокол |               |

| Елленд Роуд, Лідс Глядачів: 25 268 Арбітр: Рудольф Шройрер |

### Другий матч
| 11 вересня 1968 |

| «Ференцварош» | 0:0      | «Лідс Юнайтед» |
| ------------- | -------- | -------------- |
|               | Протокол |                |

| Непштадіон, Будапешт Глядачів: 76 000 Арбітр: Герхард Шуленберг |